# Władysław Orlicz

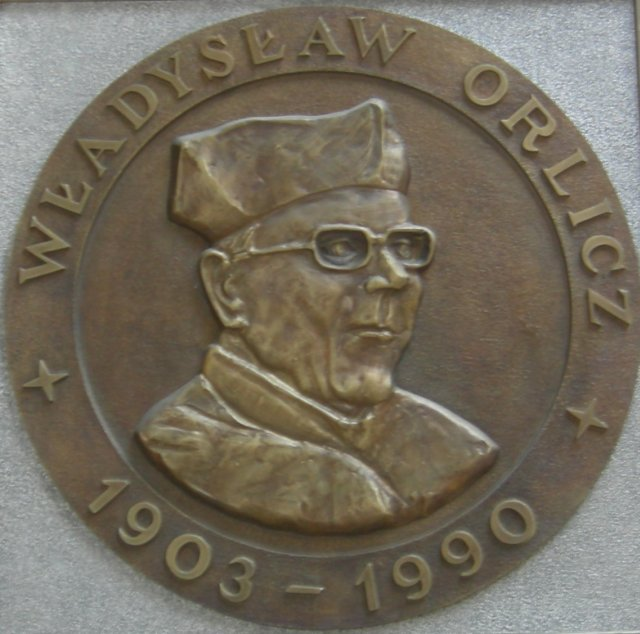
Pamiątkowa tablica

Władysław Orlicz (ur. 24 maja 1903 w Okocimiu, zm. 9 sierpnia 1990 w Poznaniu) – polski matematyk, profesor Uniwersytetu Poznańskiego, członek rzeczywisty PAN; prezes Polskiego Towarzystwa Matematycznego (1977–1979).
Orlicz należał do tzw. lwowskiej szkoły matematycznej. Jego prace dotyczą głównie analizy funkcjonalnej i szeregów ortogonalnych. Do jego najważniejszych osiągnięć należy opracowanie teorii pewnego typu przestrzeni funkcyjnych (przestrzenie Orlicza i Musielaka-Orlicza). Udowodnił też twierdzenie w teorii przestrzeni Banacha, nazwane potem twierdzeniem Orlicza-Pettisa.

## Życiorys

### Lata szkolne
W pierwszych dwudziestu latach XX w. rodzina Orliczów dość często zmieniała miejsca pobytu. Wiązało się to z koniecznością zmiany szkół, ale fakt ten nie wpływał w sposób istotny na postępy w nauce Władysława. Uczęszczał on do szkół w Tarnowie, morawskim Znaimiu i we Lwowie, gdzie Orliczowie osiedli tuż po I wojnie światowej. Władysław, szczególnie w starszych klasach, uczył się doskonale, a wstępny okres edukacji zakończył 10 czerwca 1920 roku, otrzymując maturę w Państwowej Drugiej Szkole Realnej we Lwowie, którą zdał z odznaczeniem. Latem 1920 rok ochotniczo wstąpił do Wojska Polskiego. Nie brał udziału w walkach z bolszewikami, ponieważ wojna się zakończyła.

### Studia
Studia, które rozpoczął na Politechnice Lwowskiej, nie sprawiały mu kłopotów. Nie były one jednak dla niego dostatecznie fascynujące i już po roku podjął decyzję o zmianie uczelni. Zapisał się na Wydział Filozoficzny (przekształcony wkrótce w Wydział Matematyczno-Przyrodniczy) Uniwersytetu Jana Kazimierza we Lwowie rozpoczynając zgłębianie tajników matematyki.
Lwów był w okresie międzywojennym miastem bardzo szczególnym, o wyjątkowej atmosferze, jaką tworzyli wybitni naukowcy i twórcy kultury, osoby barwne, o silnych, wyrazistych, fascynujących osobowościach, stanowiące doskonały wzorzec dla młodzieży, również dla młodych matematyków. Studenci matematyki mieli możność uczenia się u mistrzów tej rangi co Stefan Banach, Hugo Steinhaus, Antoni Łomnicki, Stanisław Ruziewicz, Eustachy Żyliński czy Kazimierz Ajdukiewicz, prowadzący wykłady z zakresu logiki i metodologii nauk. 22 czerwca 1934 roku przeszedł postępowanie habilitacyjne.

### Okupacja
Od 31 grudnia 1939 roku do 22 czerwca 1941 wykładał na Uniwersytecie Lwowskim, będąc profesorem w tamtejszej Katedrze Matematyki. W czasie okupacji niemieckiej Lwowa (1941–1944), gdy zamknięte były lwowskie uczelnie, wraz z innymi uczonymi, m.in. Stefanem Banachem, był karmicielem wszy w Instytucie Badań nad Tyfusem Plamistym i Wirusami profesora Rudolfa Weigla, zarabiając w ten sposób na utrzymanie i chroniąc się przed represjami hitlerowców.

### Lata powojenne
W 1945 w wyniku przymusowych wysiedleń Polaków z Kresów Wschodnich opuścił Lwów, udając się do Poznania, gdzie objął Katedrę Matematyki na tamtejszym uniwersytecie. Osiągnięcia naukowe przyniosły Władysławowi Orliczowi 21 lipca 1948 roku nominację na stanowisko profesora zwyczajnego. Od 1953 pracował także w Państwowym Instytucie Matematycznym w Warszawie. Od 1956 był członkiem korespondentem, od 1961 członkiem rzeczywistym Polskiej Akademii Nauk 23 sierpnia 1980 roku dołączył do apelu 64 uczonych, pisarzy i publicystów do władz komunistycznych o podjęcie dialogu ze strajkującymi robotnikami.
Zmarł w Poznaniu, pochowany 17 sierpnia 1990 w Alei Zasłużonych na cmentarzu Junikowo (pole AZ kwatera 2-L-07).

## Życie prywatne
Urodził się w rodzinie Franciszka (zm. 1907) i Marii z Rossknechtów, która po śmierci Franciszka wyszła ponownie za mąż przyjmując nazwisko Patocka. Miał czterech braci: Kazimierza, Tadeusza, Zbigniewa i Michała.
Od 12 lipca 1928 jego żoną była Zofia z Krzysików (1897–1999), fizyk, asystentka w Instytucie Fizyki UJK, nauczycielka gimnazjalna, porucznik Armii Krajowej i Zrzeszenia Wolność i Niezawisłość, więzień polityczny w latach 1948–1953.

## Ordery i odznaczenia
- Order Sztandaru Pracy I klasy (1978)
- Krzyż Komandorski z Gwiazdą Orderu Odrodzenia Polski (1986)
- Order Sztandaru Pracy II klasy (1973)
- Krzyż Komandorski Orderu Odrodzenia Polski (1958)
- Złoty Krzyż Zasługi (16 lipca 1954)[4]
- Medal 10-lecia Polski Ludowej (14 stycznia 1955)[5]
- Odznaka tytułu honorowego „Zasłużony Nauczyciel Polskiej Rzeczypospolitej Ludowej”
- Medal im. Mikołaja Kopernika PAN (1973)
- Medal im. Wacława Sierpińskiego przyznany przez UW (27 kwietnia 1979)

Źródło:.

## Nagrody i wyróżnienia
- Nagroda im. Stefana Banacha Polskiego Towarzystwa Matematycznego (1948)
- Nagroda Państwowa II stopnia za wybitne osiągnięcia w dziedzinie analizy funkcjonalnej i teorii szeregów ortogonalnych (1952)[7]
- Nagroda Państwowa I stopnia (1966)
- Nagroda Fundacji im. Alfreda Jurzykowskiego (1973)
- doktoraty honoris causa: Uniwersytetu York w Toronto (1974), Politechniki Poznańskiej (5 sierpnia 1979) i Uniwersytetu im. Adama Mickiewicza w Poznaniu (23 sierpnia 1983)[8]

Źródło:.